# USS LST-377
O USS LST-377 foi um navio de guerra norte-americano da classe LST que operou durante a Segunda Guerra Mundial.